# Музеј Фриде Кало
Плава кућа Фриде Кало је историјски музеј и уметничка галерија који приказује живот и дело мексичке уметнице.

## Локација и назив музеја
Музеј се налази у насељу Колонија дел Кармен, у Кајоакану, предграђу Мексико Ситија.

Музеј је име добио по кобалтно плавим зидовима. Касније се знало да плава боја куће представља њено дивљење староседеоцима Мексика.

## Првобитна намена куће
То је била породична кућа коју је 1904. купио њен отац Гиљермо а онда је прешла у власништво Фридинoг супруга Дијега Ривере. Он ју је 1957. четири године након њене смрти поколнио држави, са циљем да се направи музеј. Од тада је стециште пасионираних љубитеља уметности Фриде Кало, што га чини најпосећенијим музејом у Мексико Ситију.

## Збирка музеја
Данас се у Музеју налази више од 45.000 експоната, од којих је 2.000 у сталној поставци. Будући да је позната уметница већину свог времена провела у овој кући, музеј такође чува Фридине сувенире и фотографије, који пружају потпуни увид у живот велике уметнице. Њена најпознатија дела попут „Вива ла Вида“, "Две Фриде" и „Фрида и њен царски рез“, већ и лични премети попут дневника, хаљина, огледала, па чак и њен кревет. На Фридином кревету, у спаваћој соби, лежи урна у облику њеног лика. Поред огледала у којем се уметница огледала док је сликала чувене аутопортрете, често везана за кревет услед силних болести, Њен живот је представљен и кроз хаљине, стезнике, накит, шминку и личне предмете који су добро очувани. Ту су портрети њених јунака – Лењин и Мао,који висе изнад кревета, док њена одећа виси у ормару. Њена уметничка колекција окачена је по зидовима, Фридина инвалидска колица су ту, као и недовршени Стаљинов портрет и много дрвеног посуђа у ком је сликарка правила мексичке специјалитете.
- Фридина протеза
- Фридин медицински корсет
- боје у уметничком атељеу музеја

## Фридин живот и смрт у кући
Фрида је рођена у кући 6. августа 1907. и у њој је умрла 47 година касније од плућне емболије, у соби на другом спрату. Она и њен супруг, такође уметник, Дијего Ривера, провели су живот у овој кући, украшавајући је традиционалном мексичком народном уметношћу. Након њене смрти 1954. године, у соби на другом спрату “Касе Азул”, Дијего је оставио све онако како је било, да би кућу претворио у музеј 1958. године. Дом је пажљиво очуван и одржаван, те се већ на први поглед стиче утисак о томе како су изгледали животни простори тог времена.

## Структура музеја
Улазак у музеј је у дворишту украшеном кактусима и тропсдким биљем, статуама стена и степеничастом пирамидом која приказује прехиспанске ерлементе. Унутар куће, ентеријер карактеришу бели зидови и жути под. Првих пет соба служи као уметничка галерија која приказује огромну колекцију слика Фриде Кало и Ривере. Пета просторија повезује се с благоваоницом у којој су изложени богати сетови посуђа. Из благоваонице постоји улаз до Диегове спаваће собе, излазак у двориште и степенице на други спрат. У атељеу су поређане боје и штафелај, док је кухиња – у којој су често боравили пријатељи Фриде и Дијега, међу њима и славни сусед Троцки – украшена шареним керамичким плочицама. Други спрат је посебно атрактиван за посетиоце јер се ту налази Фридин студио у коме је уметница правила своја ремек-дела. Уметнички алати које је тада користила савршено су очувани. Чак су и њена инвалидска колица изложена су на месту где су била пре скоро седамдесет година. Фридин студио повезан је с две спаваће собе назване Деј Бедрум и Најт Бедрум. Дневна спаваћа соба води до унутрашњег врта који такође има терасу.

## Најпознатија уметничка дела из музеја
Фрида је о својој уметности изјавила: "Говоре да сам уметник покрета надреализма, али то није истина. Ја не сликам мотиве из снова, ја сликам своју реалност." .

### Вива ла Вида
Ово је веома важно уметничко дело, јер је познато да је то последња слика коју је Фрида Кало урадила. Упркос њеном нарушеном здрављу, наслов овог дела је “живео живот“. Плодови и начин на који су насликани су динамични, због јарке црвене боје на лубеницама и фразе коју је уметница написала осам дана пре него што је умрла.

### Две Фриде
Настала 1939. године ова слика обележена је трауматичним догађајем из Фридиног живота. То је година када се сликарка развела од Дијега Ривере након чега ће напустити Детроит и вратити се назад у свој родни Мексико. На овом дуплом аутопортрету, као што и само име каже, представљене су две Фриде. Истог лика, али у дугачијем костиму и са другачијим симболима, ове две жене повезане су крвљу која спаја њихова срца. Лева Фрида, приказана у белој викторијанској хаљини представља европеизовану жену, ону коју Дијего одбацује, и стога њој фали део срца. Ова Фрида у руци држи артерију коју је пресекла хируршким маказама, услед чега се њена бела хаљина прља крвљу. Треба узети у обзир да је сликарка, чије су детињство и младост били испуњени несрећама, лекарима и болницама, (имала је укупно тридесет и две операције) веома добро познавала како анатомију тела тако и медицинске инструменте који ће се с времена на време појављивати у њеном раду. Европеизована Фрида за руку држи своју „сестру”, жену потпуно истог лика, која је обучена у традиционалну мексичку хаљину звану „техуана” и чије је срце још увек цело. Њоме сликарка представља свој други идентитет, традиционалну жену. Мексичка Фрида у руци држи медаљон у којем је насликан портрет Дијега Ривере када је био дете. Артерија којом сликарка повезује своја два лика наглашава везу између њених подељених идентитета, или улога између којих је била приморана да бира. Крв је за Фриду симбол уније, а отвореност срца рањивост и емоционална патња коју је доживљавала услед развода.

### Царски рез
Почетком маја 1932. године, док је Фрида била у Детроиту трудна. Схвативши да Дијего не жели децу Фрида је одлучила да прекине трудноћу абортусом као и претходну. Локални специјалиста из Детроита даје јој лекове и рицинусово уље да јe примора на превремени порођај. То није успело и Фрида је одлучила да изнесе трудноћу до пуног термина. Лекари су јој рекли да може да се породи царским резом. Нажалост, то се није обистинило. Четвртог јула претрпела је ужасан побачај опасан по живот. Фрида није могла да заврши ову слику због физичког и психичког бола од побачаја. Ова слика приказује шта би се догодило да се беба родила царским резом. На слици родила је бебу и ставила је поред себе.
Сликарка Џорџија О’Киф рекла је Фриди, кад је на њеној изложби у Њујорку видела слику, да се пре ње нико није усудио да наслика тај чин, јер нико не жели да види моћ жене док даје живот.

## Туристичка посећеност
Музеј се налази у Мексико Ситију, општини Којоакан која представља боемску четврт града са најспосећенијим галеријама и музејима. Плава кућа се издваја као један од најпосећенијих јер бележи чак 25 000 посетилаца месечно. У години 2019. музеј је угостио 550.000 туриста. За време владања пандемијских мера 2020, музеј је омогућио у потпуности бесплатну онлајн посету. Ова онлајн атракција наставила је да буде актуелна и након што је музеј поново отворен за посетиоце, поставља рекордан број посета који премашују бројеве материјално продатих карата.